# Copa do Mundo de Xadrez de 2007
A Copa do Mundo de xadrez de 2007 foi um torneio classificatório para o Campeonato Mundial de Xadrez de 2010. Foi disputado por 128 jogadores no sistema eliminatório entre 24 de novembro e 16 de dezembro de 2007, em Khanty-Mansiysk, Rússia. O vencedor foi  Gata Kamsky que derrotou Alexei Shirov por 2½–1½ na final.